# Ellis Arnall
Ellis Gibbs Arnall (Newnan, 20 maggio 1907 – Atlanta, 13 dicembre 1992) è stato un politico statunitense.

## Biografia

### Governatore della Georgia
Avvocato originario di Newnan, nel 1939 divenne procuratore generale della Georgia. Quando il governatore Eugene Talmadge volle implementare la segregazione razziale nel sistema universitario statale Arnall fu uno dei suoi principali oppositori, tanto da candidarsi alle elezioni nel 1943 contro di lui, sconfiggendolo e prendendo il suo posto.
A differenza degli immediati predecessori Talmadge e Rivers, Arnall faceva parte dell'ala progressista del Partito Democratico, tanto che durante il suo mandato cercò di limitare le prerogative governatoriali per evitare eccessi autoritari, migliorando al contempo l'amministrazione e l'economia georgiana. Il sostegno all'ormai emarginato vicepresidente Henry A. Wallace e alla concessione dei diritti civili agli afroamericani ne decretarono infine l'impopolarità nell'allora ultra-conservatrice Georgia, facendo così svanire per lui ogni speranza di rielezione. Di ciò approfittò il rivale Talmadge, che proclamandosi paladino degli oppositori di Arnall vinse agevolmente le primarie democratiche del 1946, avviandosi ad essere nuovamente governatore.

### Crisi dei tre governatori
Dopo le elezioni del 1946 tuttavia si verificò un imprevisto: Talmadge morì improvvisamente prima di potersi insediare, lasciando così un vuoto di potere non colmato dalla costituzione, che non stabiliva con chiarezza chi dovesse essere a succedergli. Ellis Arnall, Melvin E. Thompson ed Herman Talmadge si affrontarono allora fino al marzo 1947 per stabilire chi detenesse i maggiori diritti di successione, paralizzando quindi la Georgia.
Arnall arrivò a scontrarsi soprattutto con Herman Talmadge, figlio del suo ex-rivale, che di fatto ne usurpò la posizione occupando il palazzo governatoriale ad Atlanta ed impedendogli l'accesso. Il governatore infine, viste frustrate le proprie ambizioni, si dimise in favore dell'altro contendente Thompson, che in ultima istanza uscì vittorioso dalla contesa grazie ad un pronunciamento della Corte Suprema della Georgia.

### Ultimi anni
Dopo le dimissioni divenne assistente del presidente Harry Truman, per poi tornare ad Atlanta e diventare un avvocato di successo. Tentò di nuovo la scalata al potere nel 1966, ma nelle elezioni governatoriali venne sconfitto dal segregazionista Lester Maddox, anche a causa del mancato appoggio di Jimmy Carter, che si schierò invece contro di lui.
Morì nel 1992.